# Monumento nacional Wupatki
El monumento nacional Wupatki (en inglés, Wupatki National Monument) es un monumento nacional de los Estados Unidos localizado en el norte del estado de Arizona. Está situado a lo largo del río Pequeño Colorado y consta de más de 800 ruinas de piedras areniscas que los Indios pueblo erigieron durante los siglos XI y XIII.
Fue establecido el 9 de diciembre de 1924 por proclamación presidencial de Calvin Coolidge y protege una superficie de 142 km². Es administrado por el Servicio de Parques Nacionales (NPS).

Ruinas en Wupatki
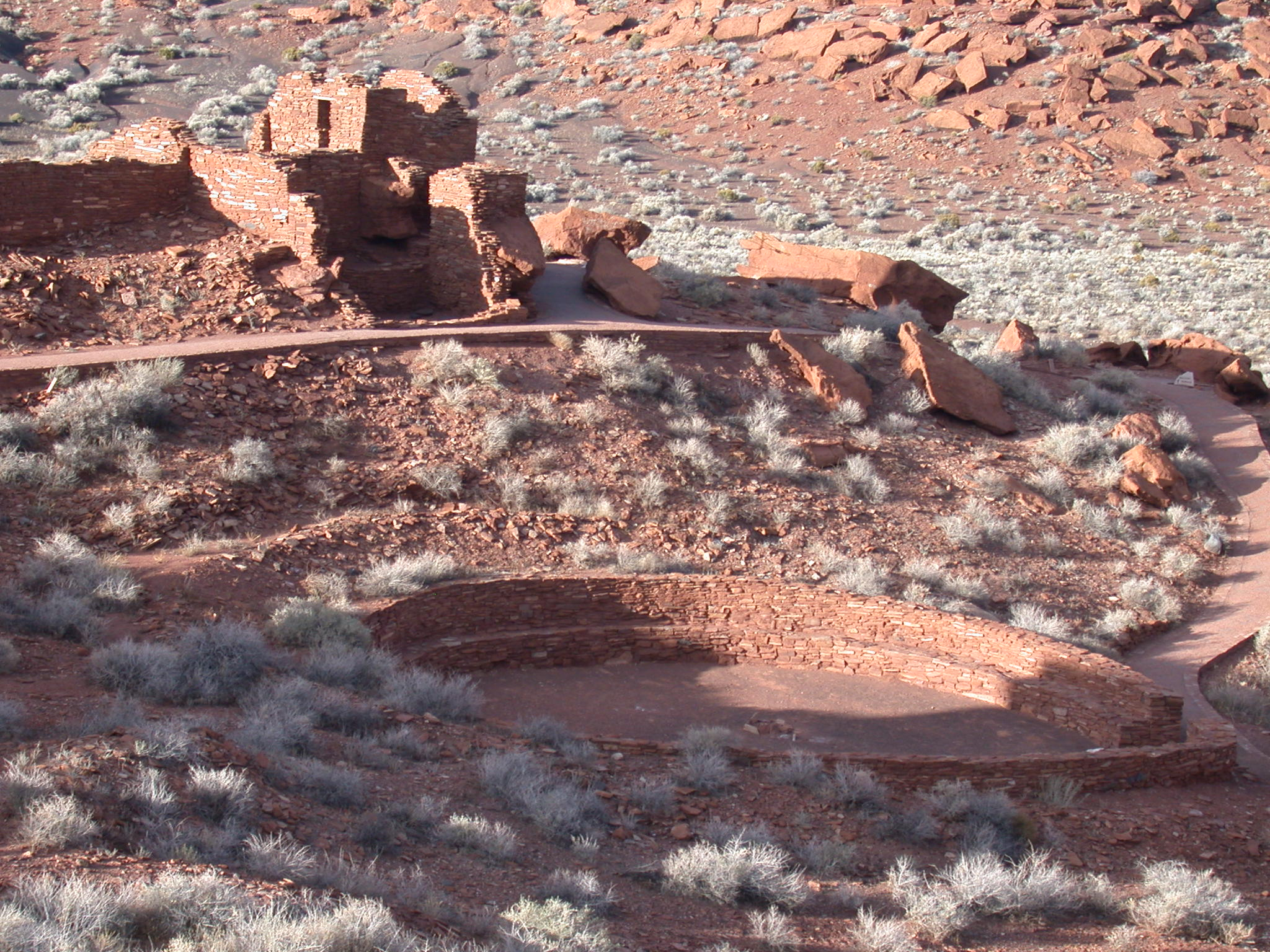
Ruinas Wupatki
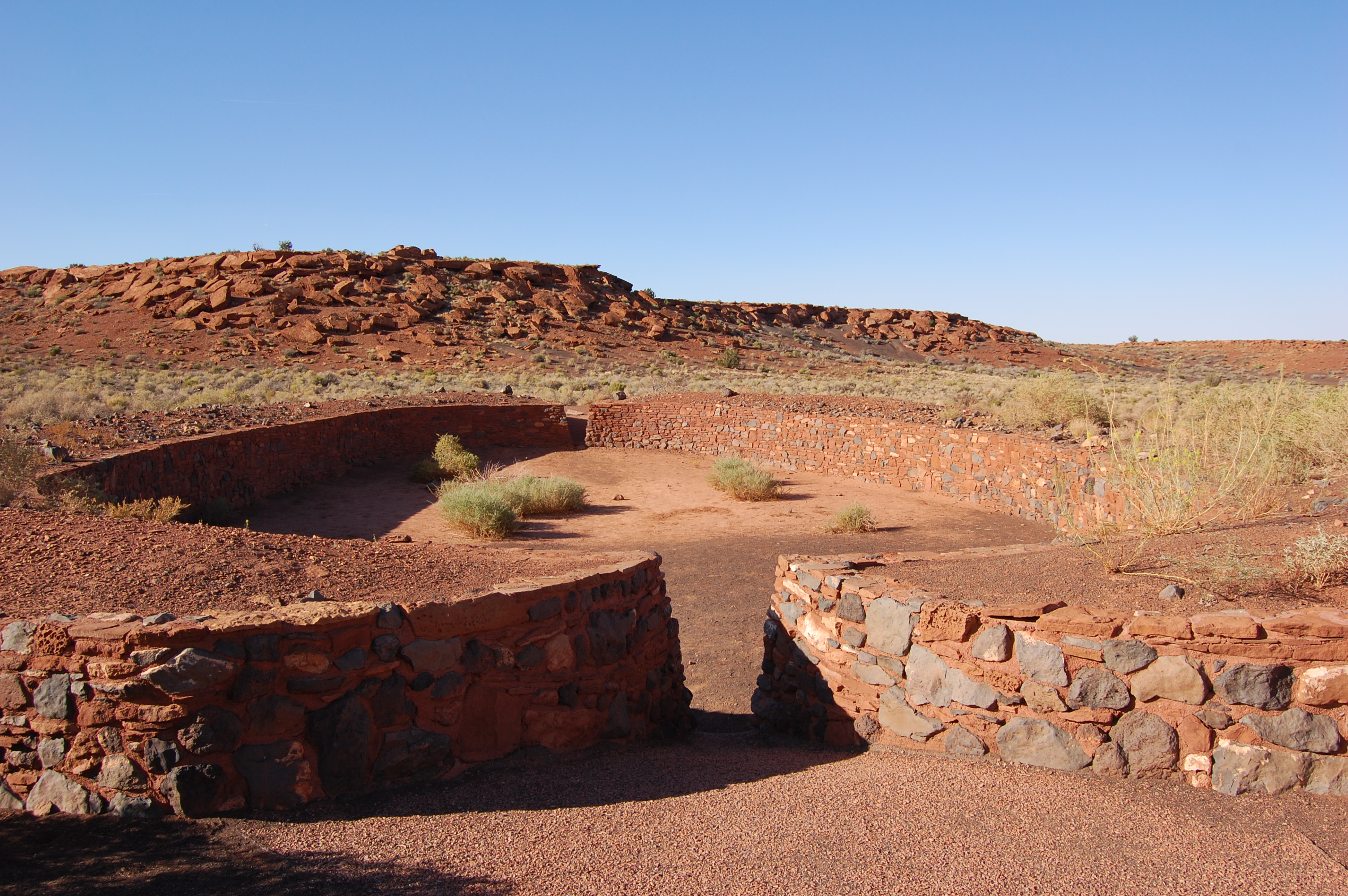
Wupatki Ruin Ball Court
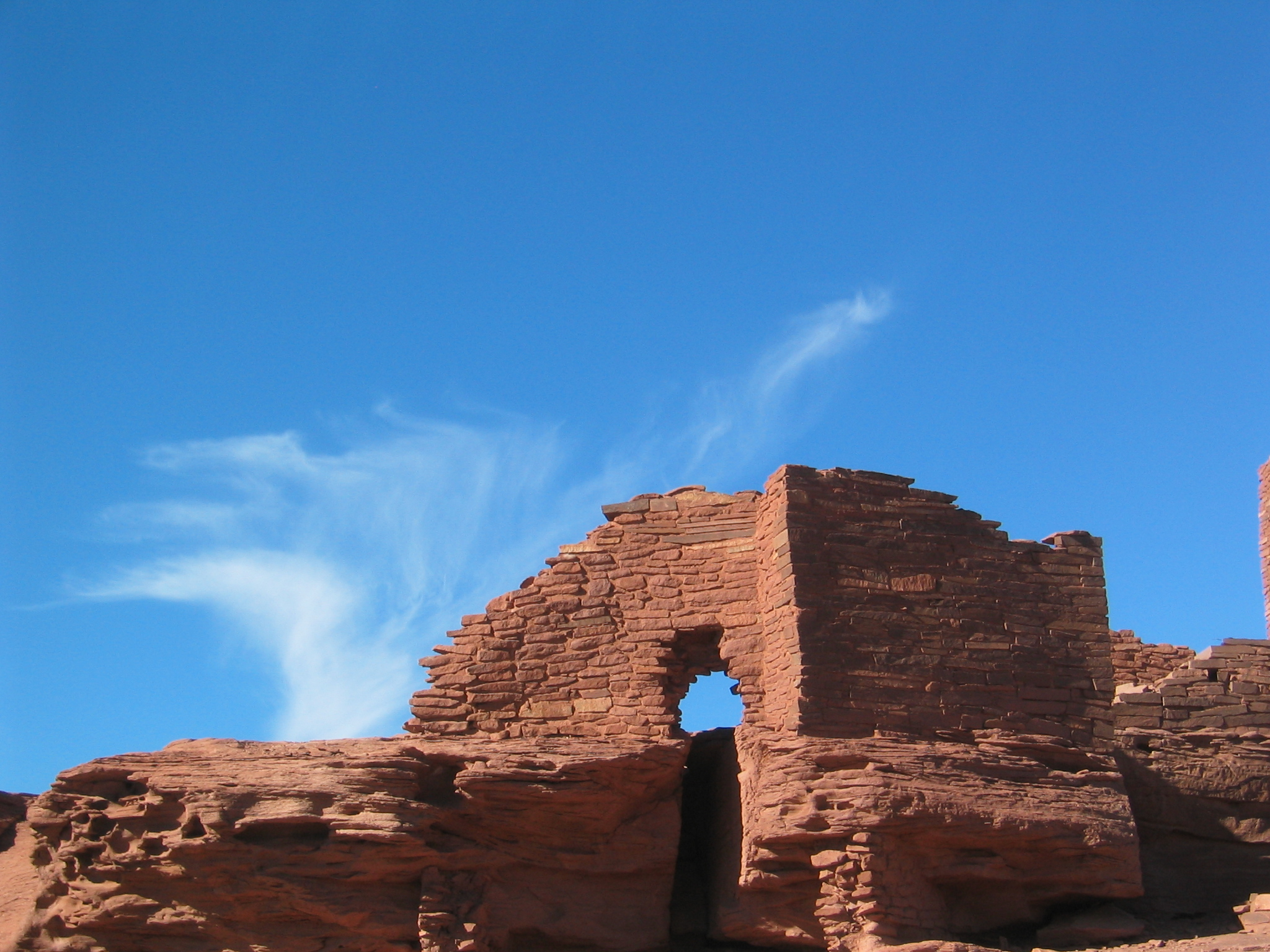
Ruinas Wukoki